# 커뮤니케이션의 역사
의사소통 기술(미디어 및 적절한 기록 도구)의 역사는 정치 및 경제 체제, 그리고 이에 더해진 권력 체제의 변화와 함께 진화해왔다. 의사소통은 매우 미묘한 교환 과정부터 전체 대화 및 대규모 의사소통까지 범위가 넓다. 의사소통의 역사는 10만년 전 대화의 기원으로 거슬러 올라갈 수 있다. 커뮤니케이션 기술의 사용은 기원전 30,000년경에 기호가 처음 사용된 이래로 고려된다. 사용된 기호 중에는 동굴 벽화, 암각화, 그림 문자 및 표의 문자 가 있다. 글쓰기는 혁신이었으며, 인쇄 기술과 근래의 통신 기술, 인터넷에서도 그러하다.

## 원시 시대
인간의 의사소통은 기원전 10만 년 전  언어의 출현과 함께 시작되었다. 약 3만 년 전에는 기호가 발달하였다. 말의 불완전함은 아이디어를 보다 쉽게 전파하고 정보의 장기 보존성을 높이는 새로운 형태의 커뮤니케이션 생성에 이르렀다. 모든 발명품들은 기호라는 핵심 개념을 기반으로 만들어졌다.
의사 소통을 위해 만들어진 가장 오래된 알려진 기호는 후기 구석기 시대로 거슬러 올라가는 암벽화의 한 형태인 동굴벽화였다. 알려진 가장 오래된 동굴 벽화는 기원전 3만 년 경 의 쇼베 동굴에 위치해 있다.  이러한 그림들은  점점 더 많은 정보가 포함되었다. 예를들어, 사람들은 1만 5천년 전에 최초의 달력을 만들었을 수 있다.  그림과 쓰기 사이의 관련성은 언어학적으로도 나타난다. 고대 이집트 와 고대 그리스 에서는 그림과 쓰기의 개념과 단어가 동일했다(이집트어: 's-sh', 그리스어: 'graphein').

## 암각화

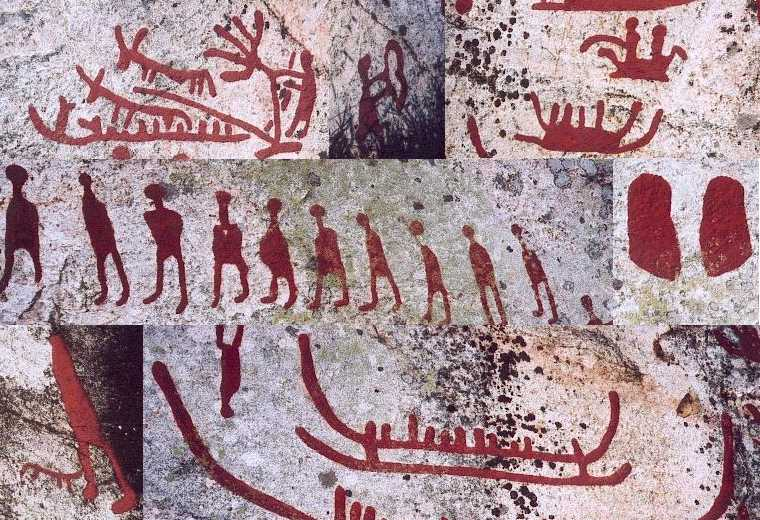
스웨덴 Häljesta (sv)의 암각화. 북유럽 청동기 시대

통신 역사의 다음 발전은 암석 표면에 새긴 암각화의 생산으로 이루어졌다. 호모 사피엔스가 최초의 동굴 그림에서 첫 암각화까지 이동하는 데에는 약 2만년이 걸렸으며, 이는 신석기 시대와 후기 석기 시대의 경계인 약 1만 ~ 1만 2천년 전으로 추정된다.
그 당시의 호모 사피엔스 (최초 인류)는 종종 기억하기 위한 목적으로 배열된 돌, 나무나 흙에 새겨진 기호, 키푸와 같은 돌, 문신과 같은 다른 형태의 의사소통 방법을 사용했을 가능성이 있다. 그러나 가장 내구성이 뛰어난 새겨진 돌 외에는 현대에 이르러서 살아남지 못한 것이 대부분이기 때문에 아프리카나 오세아니아와 같은 '사냥채집' 문화를 관찰하는 것을 기반으로 그 존재에 대해 추측할 수밖에 없다.

## 픽토그램
픽토그램 (pictograph)은 개념, 사물, 활동, 장소, 사건 등을 삽화 로 나타내는 기호이다. 픽토그래피는 그림을 통해 아이디어를 전달하는 원형 쓰기 의 한 형태다. 상형문자는 의사소통의 진화에서 다음 단계였다. 암각화는 단순히 사건을 보여주는 것이지만, 픽토그램은 그 사건에 대한 이야기를 전달하기 때문에 연대순으로 정렬할 수 있다.
픽토그램은 세계 각지의 다양한 고대 문화에서 사용되었다. 바위에 새겨진 돌같은 문양(petroglyphs)과 가장 중요한 차이점은, 바위 그림은 그저 일어난 사건을 보여주는 반면, 상징 문자는 그 사건에 대한 이야기를 전달하기 때문에 연대순으로 정렬할 수 있다.
그것들은 설형문자 와 상형문자의 기초가 되었으며, 구부러진 문자와 상형문자로 발전하여 기록체계를 구축하기 시작했다. 이러한 과정은 기원전 5000년경쯤부터 시작되었다.

## 표의 문자

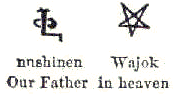
미크마크 상형 문자 로 된 주기도문의 시작. 텍스트는 Nujjinen wásóq – "하늘에 계신 우리 아버지"라고 읽는다.

픽토그램은 아이디어를 나타내는 그래픽 기호인 표의 문자로 발전했다. 그들의 선조 격인 픽토그램은 그 형태에 가까운 것만을 나타낼 수 있었다. 따라서 원 모양의 픽토그램은 태양을 나타낼 수 있지만, '열', '빛', '낮' 또는 '태양의 대 신'과 같은 개념을 나타낼 수는 없었다. 반면 표의 문자는 더 추상적인 개념을 전달할 수 있었다.
일부 아이디어는 보편적이기 때문에, 많은 다른 문화에서 비슷한 표의 문자를 개발했다. 예를 들어, 눈물이 있는 눈은 캘리포니아의 아메리카 원주민 표의 문자에서 '슬픔'을 의미하며, Aztecs족, 초기 중국인 및 이집트인 에게도 그렇다.
표의 문자는 로고 그래픽 쓰기 시스템의 시초였다.

## 글쓰기

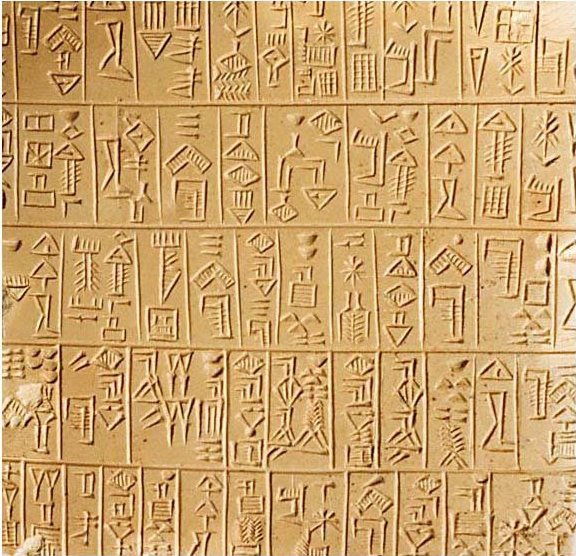
26세기 BC 수메르 설형 문자는 수메르 언어 로, 아다브의 대제사장에게 그녀가 선출될 때 선물을 나열한다. 인간 글쓰기의 가장 초기 예 중 하나이다.

### 초기 문서
쓰기의 가장 오래된 형태는 주로 상형 문자 와 표의 문자 요소를 기반으로 하는 로고 문자였다. 대부분의 쓰기 시스템은 로고 그래픽, 음절, 알파벳(또는 세그멘털)로 크게 세 가지 범주 로 나눌 수 있다. 그러나 하나의 쓰기 시스템에서 세 가지 모두가 서로 다른 비율로 혼합되어 있기 때문에 시스템을 유일하게 분류하는 것이 어려울 수 있다.
최초의 문자 체계의 발명은 기원전 5세기 후반의 신석기 후기 청동기 시대의 시작과 거의 동시대에 이루어졌다. 최초의 문자 체계는 일반적으로 선사 시대 수메르 에서 발명되어 기원전 4천년 후반에 설형 문자 로 발전된 것으로 여겨진다. 이 시기에는 이집트의 상형 문자, 알아돌 수 없는 원시 엘람 쓰기 시스템, 인더스 계곡 문자도 등장했으며, 인더스 계곡 문자의 쓰기 시스템으로의 지위를 의심하는 학자도 있다.
원래의 수메르어 쓰기 시스템은 상품을 나타내는 점토 토큰 시스템에서 파생되었다. 기원전 4세기 후반까지 이는 각종 계정 기록 방법으로 진화하여, 라운드 모양의 스타일러스(바늘 형태의 펜의 일종)를 부드러운 점토에 각기 다른 각도로 누르며 숫자를 기록하는 방식으로 발전했다.이것은 숫자를 세는 것을 나타내기 위해 날카로운 첨필을 사용하여 그림 문자로 점차 보강되었다. 라운드 스타일러스와 날카로운 스타일러스로 쓰인 글쓰기는 기원전 2700년에서 2000년 사이에 쐐기 모양의 스타일러스를 사용하는 글쓰기로 대체되었다(따라서 쿠네이폼이라는 용어가 생겨났다). 처음에는 로고그램에만 사용되었지만, 기원전 2800년경부터 음소적인 구성요소도 포함하도록 발전했다. 기원전 약 2600년경 설형 문자는 구어 수메르어의 음절을 나타내기 시작했다.
마지막으로, 설형 문자 쓰기는 로고그램, 음절 및 숫자를 위한 범용 쓰기 시스템이 되었다. 기원전 26세기에는 이 스크립트가 메소포타미아의 다른 언어인 아카드어로 적용되어 Hurrian (훼리어)와 Hittite (히타이어)와 같은 다른 언어로 발전되었다.외관이 유사한 다른 글쓰기 시스템에는 우가리트어와 고대 페르시아어의 글쓰기가 있다.
중국 문자는 중동의 글쓰기 시스템과 독립적으로 기원전 16세기(초기 상시기)경에 탄생했을 가능성이 있다. 이전에는 적어도 기원전 6000년경까지 거슬러 올라가는 선사 시대의 중국 원시 글쓰기 시스템에서 유래되었다.  Olmec 과 Mayan을 포함한 Americas의 콜럼버스 이전 쓰기 시스템도 일반적으로 독립적인 기원을 가지고 있다고 믿어지고 있다.

### 알파벳

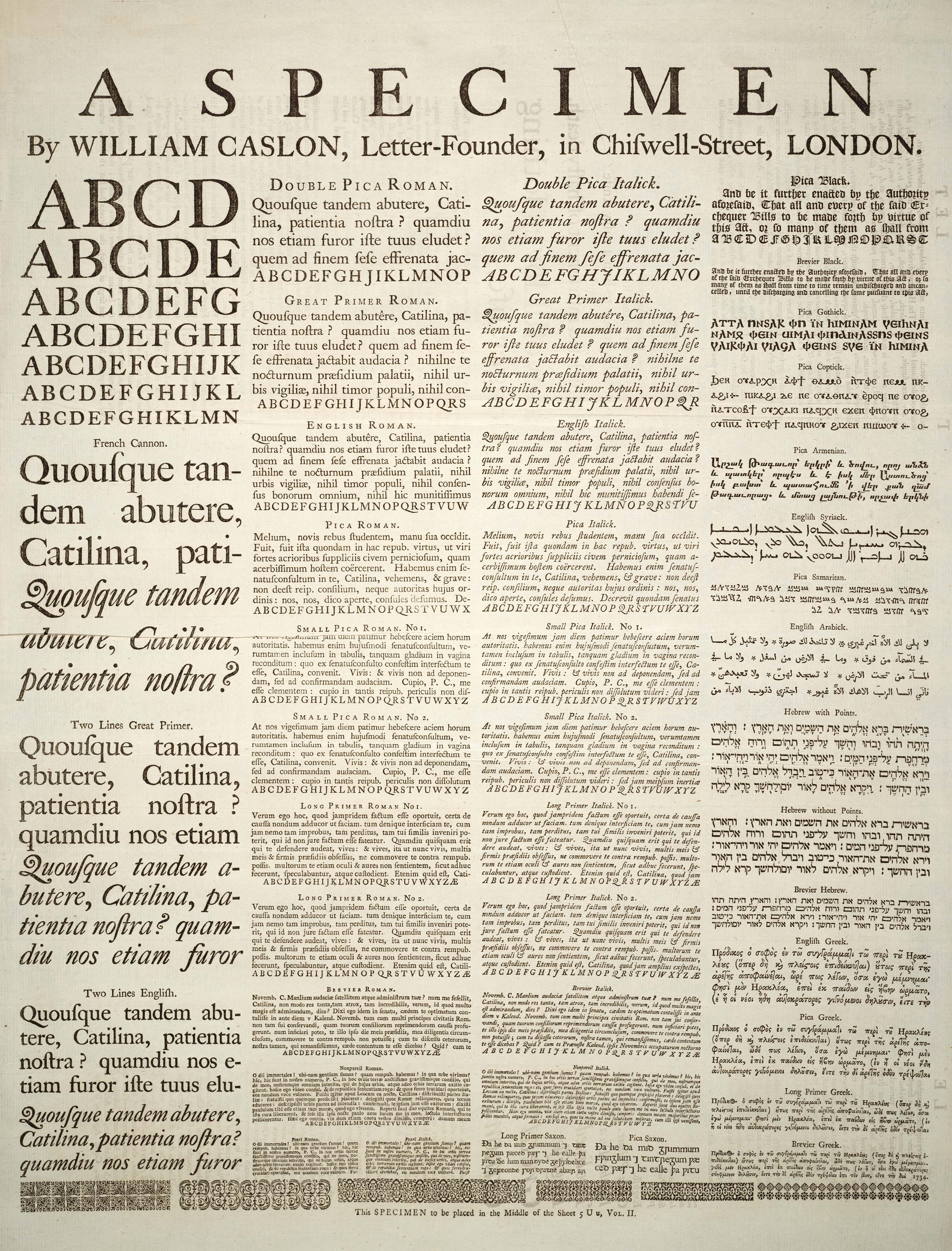
서체 창시자 William Caslon 의 조판 글꼴 및 언어 견본 ; 1728년 Cyclopaedia 에서.

최초의 순수 알파벳 (" abjads ", 적어도 한 문자가 하나의 음소에 대응되지만 각 음소가 하나의 문자에 대응되지 않아도 되는 것)은 2000년경에 등장했다. 그러나 그 때쯤에는 알파벳 원칙이 이미 천년 동안 이집트 상형 문자에 통합되어 있었다( 중기 청동기 시대 알파벳 참조).
기원전 2700년에는 이집트 문자에 언어의 단일 자음으로 시작하는 음절을 나타내는 약 22개의 상형 문자 세트가 있었다. 이 상형 문자는 로고그램의 발음 가이드로 사용되었고, 문법적 변화를 기록하기 위해 사용되었으며, 나중에 외래어와 외국 이름을 표기하기 위해 사용되었다.
그러나 이집트의 초성자음을 나타내는 이 초기 문자들은 알파벳 체계가 아니었으며, 이들 문자는 그 자체로는 이집트 언어를 인코딩하는 데 사용되지 않았다. 중기 청동기 시대에 겉보기에 "알파벳" 체계가 1700년경 셈족 노동자를 위한 또는 그에 의해 이집트 중부에서 개발된 것으로 추측된다. 그러나 우리는 이러한 초기 저작물을 읽을 수 없으며 그 정확한 성격은 여전히 해석의 여지가 있다.
다음 5세기 동안 이 셈족의 "알파벳"(실제로는 페니키아 문자 와 같은 음절 문자)이 북쪽으로 확산된 것으로 보인다. 전 세계의 모든 다른 알파벳들은 (한국의 한글을 제외) 이것에서 내려오거나 그 후손 중 하나에서 영감을 받았다.
학자들은 서셈어 알파벳과 그리스 알파벳의 생성 사이에 관계가 있다는 데 동의한다. 그리스 알파벳을 만들기 위해 만들어진 변경 사항 때문에 그리스 알파벳의 초기 사용에 관해 학자들 사이에 논쟁이 있다.
그리스 알파벳에는 다음과 같은 특징이 있다.
1. 오늘날 우리가 알고 있는 그리스 문자는 기원전 8세기로 거슬러 올라간다.
2. 초기 그리스어 스크립트는 22개의 서셈어 문자를 사용했으며 5개의 보충 문자를 포함했다.
3. 초기 그리스어는 구조가 획일적이지 않았고 지역적으로 많은 변형이 있었다.
4. 그리스 문자는 보석을 쓰는 스타일을 사용하여 작성되었다.
5. 그리스어는 boustrophedon 스타일로 작성되었다.

학자들은 고대 그리스 문자가 어느 한 순간에는 서-세미틱 문자와 매우 유사했다고 믿는다. 시간이 지나면서 그리스 문자에 새롭게 도입된 변화들은 그리스인들이 말하는 언어를 더욱 정확하게 표현하기 위해 필요했기 때문이다.

### 스토리텔링
구술적 의사소통은 인간의 최초의 의사소통 형태 중 하나이며, 구술 전통적인 이야기 전승은 역사의 다양한 시기에 걸쳐 일어났다. 구술 형태의 의사소통 발전은 특정한 역사적 시기에 따라 기반을 두고 있다. 구술적 의사소통의 복잡성은 항상 시대적 상황에 따라 반영되었다. 구술적 의사소통은 특정 지역에 국한되지 않았고, 대신 전 세계적으로 공유되는 의사소통 전통이었다. 사람들은 노래, 시, 찬송 등을 통해 의사소통을 했다. 사람들은 이야기, 신화, 역사 등을 전달하기 위해 그룹으로 모여들기도 했다. 인도유럽 지역의 구술 시인들은 구어에 대한 숙달과 이야기를 잘 전달하는 능력으로 "말을 엮는 자"로 알려졌다. 유목민들은 또한 자신들의 역사에 대한 이야기를 다음 세대에 전하기 위해 사용했던 구전 전통을 가지고 있었다.
유목민 부족은 구전적인 이야기 전승의 중심인 존재다. 아라비아의 유목민들은 역사와 그들의 민족 이야기를 전하기 위해 구전적인 이야기를 계속해서 사용해왔다. 유목 생활의 특성으로 인해 이들은 종종 건축물과 자산을 소유할 수 없었으며, 자신들의 흔적을 남기지 않았다. 하지만 유목민들의 풍부한 삶과 문화는 초기 이슬람 학자들에 의해 수집된 시와 이야기를 통해 보존되었다. 이 아라비아 유목민들이 창작한 시들은 전문가인 샤이르에 의해 세대로 전달되었다. 이들은 유목민 부족의 이야기와 역사를 전파하고, 전쟁 시기에는 이러한 이야기를 통해 주어진 부족의 멘탈을 강화하는 역할을 했다.
자연스러운 형태의 구두 의사 소통은 인간이 자신의 메시지, 역사 및 전통을 세계에 전파하는 가장 좋은 방법 중 하나였으며 앞으로도 그럴 것이다.

### 쓰기 기술의 타임라인
- 기원전 30,000년 – 빙하기 유럽에서 사람들은 음력을 사용하여 시간을 추적하기 위해 상아, 뼈, 돌에 패턴을 표시했다.[6]
- 기원전 14,000년 – 현재 우크라이나의 메지리치에서 지도가 있는 최초의 알려진 유물은 뼈를 사용하여 만들어졌다.[6]
- 기원전 3500년 이전 – 토착 부족의 그림을 통해 소통이 이루어졌다.
- 기원전 3500년대 – 수메르인들은 설형 문자를 발전시켰고 이집트인들은 상형 문자를 발전시켰다.
- 기원전 16세기 – 페니키아인들이 알파벳을 개발했다.
- 105 - Tsai Lun이 종이를 발명했다.
- 7세기 – 힌두-말라야 제국은 동판 두루마리에 법률 문서를 작성하고 부패하기 쉬운 매체에 기타 문서를 작성한다.
- 751년 – 탈라스 전투 후 종이가 이슬람 세계에 소개되었다.
- 1250 – 깃펜이 글을 쓰는 데 사용되었다.[6]

## 인쇄 기술의 타임라인
- 1305년 – 중국인들이 목판 활자 인쇄술을 개발했다.
- 1440 – 요하네스 구텐베르크가 금속 활자를 사용하는 인쇄기를 발명했다.
- 1844 – Charles Fenerty는 목재 펄프로 종이를 생산하여 공급이 제한되었던 걸레 종이를 제거했다.
- 1849 – Associated Press는 New York 신문에 최신 유럽 뉴스를 전달하기 위해 Nova Scotia 조랑말 익스프레스를 조직했다.
- 1958 – Chester Carlson이 사무용으로 적합한 최초의 복사기를 선보였다.

## 통신의 역사
원거리 통신의 역사 ( 통신 목적을 위한 신호 전송 )는 수천 년 전에 아프리카, 아메리카 및 아시아 일부 지역에서 연기 신호 와 북 등을 사용하면서 시작되었다. 1790년대에 유럽 에서 최초의 고정 세마포어 체계가 등장했고 1830년대가 되어서는 전기 통신 시스템이 등장했다.

### 사전 전기
- 서기 26~37년 – 로마 황제 티베리우스는 카프리 섬에서 태양을 반사하는 금속 거울로 신호를 보내 제국을 통치한다.
- 1520 – 페르디난드 마젤란의 항해에 탄 배들이 대포를 발사하고 깃발을 들어 서로에게 신호를 보낸다.

### 전신
- 1792 – Claude Chappe는 최초의 장거리 세마포어 전신 라인을 구축한다.
- 1831 – Joseph Henry가 전기 전신기를 제안하고 제작한다.
- 1836 – Samuel Morse가 모스 부호를 개발한다.
- 1843 – 새뮤얼 모스(Samuel Morse)가 최초의 장거리 전기 전신선을 건설한다.

### 유선전화
- 1876 – Alexander Graham Bell 과 Thomas A. Watson은 보스턴 에서 전기 전화기를 전시한다.
- 1889 – Almon Strowger가 직접 다이얼 특허

### 축음기
- 1877년 - 토머스 에디슨이 축음기의 특허를 취득한다.

### 라디오와 텔레비전
- 1920 – 피츠버그에 기반을 둔 라디오 방송국 KDKA가 첫 방송을 시작했다.
- 1925 – John Logie Baird가 최초의 텔레비전 신호를 전송한다.
- 1942 - Hedy Lamarr 와 George Antheil이 주파수 호핑 확산 스펙트럼 통신 기술을 발명했다.
- 1947 – 본격적인 상업 텔레비전이 처음으로 방송된다.
- 1963 – Arthur C. Clarke의 기사 이후 17.5년 만에 최초의 지구동기 통신 위성이 발사되었다.
- 1999 – Sirius 위성 라디오 가 소개되었다.

### 팩스
- 1843 – 팩스 기계의 초기 선구자인 "Electric Printing Telegraph"에 대한 특허 발행
- 1926 – 방사성 도끼의 상업적 가용성
- 1964 – 상업적으로 이용 가능한 최초의 현대식 팩스기(Long Distance Xerography)

### 휴대 전화
- 1947 – Bell Labs의 Douglas H. Ring 과 W. Rae Young은 " 휴대폰 "으로 이어진 셀 기반 접근 방식을 제안했다.
- 1965 – Chandros Rypinski, Jr.는 Bell Labs[7] (특허 번호 US3173996A).
- 1981 – Comvik이 세계 최초의 자동 이동 전화 서비스를 선보이고 일주일 후 Nordic Mobile Telephone이 출시되었다.
- 1991 – GSM 가동 시작
- 1992 – Neil Papworth는 Vodafone 네트워크에서 최초의 SMS(또는 문자 메시지)를 보낸다.[8][9][10][11][12][13][14]
- 1999 – 호주인의 45%가 휴대폰을 가지고 있다.
- 2014 – 모바일 연결 수가 전 세계 인구를 능가한다.[15]

### 컴퓨터와 인터넷
- 1946 - 펜실베니아 대학에서 최초의 프로그래밍 가능한 전자 범용 디지털 컴퓨터 인 ENIAC을 소개한다.
- 1949 – " 정보 이론의 아버지"인 Claude Elwood Shannon이 Nyquist–Shannon 샘플링 정리를 수학적으로 증명한다.
- 1957 – Gordon Gould가 레이저 와 광학 증폭기를 발명한다.[16]
- 1965 – 최초의 이메일 전송( MIT 에서).[17] 핀란드 탐페레의 루프리키 미디어 박물관 전시 공간

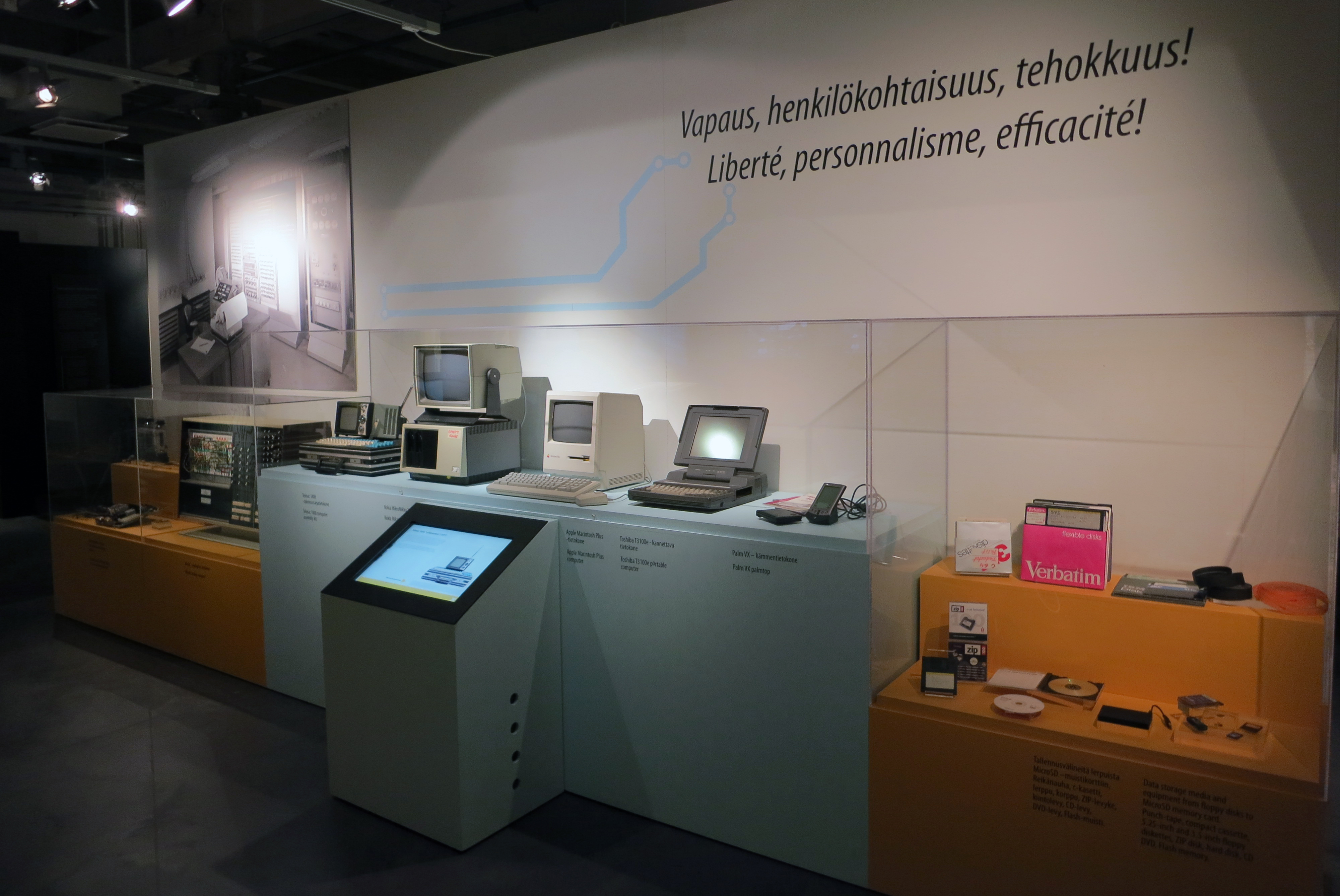
핀란드 탐페레의 루프리키 미디어 박물관 전시 공간

- 1966 – Charles Kao는 실리카 기반 광학 도파관이 내부 전반사를 통해 빛을 전송하는 실용적인 방법을 제공한다는 사실을 깨달았다.
- 1969 – 인터넷의 조상인 ARPANET의 첫 번째 호스트가 연결되었다.[18]

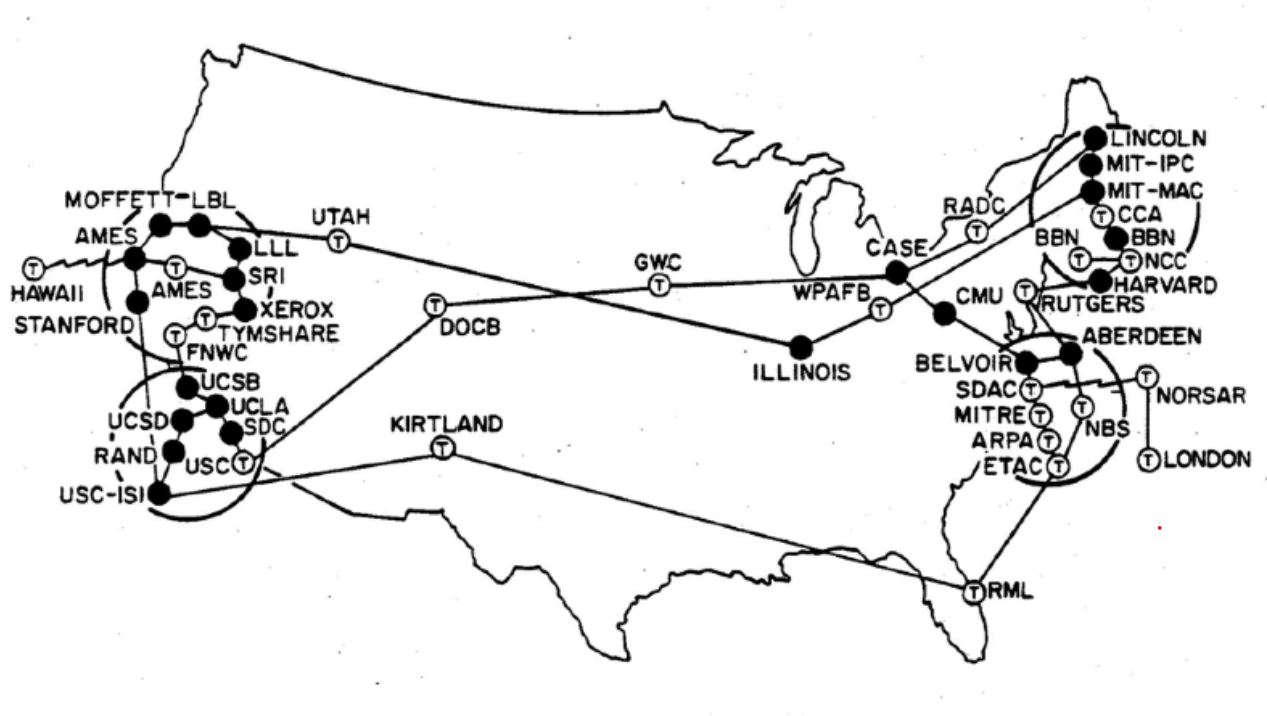
1970년대 ARPANET 액세스 포인트

- 1971 - Erna Schneider Hoover가 전화 트래픽을 위한 컴퓨터 스위칭 시스템을 발명했다.
- 1971 - 컴퓨터용 8인치 플로피 디스크 이동식 저장 매체가 출시되었다.[19]
- 1973 – Optelecom, Inc.는 ARPA 계약에 따라 미 육군 미사일 사령부에 최초의 운영 광통신 시스템을 제공하고 Chevron에 최초의 상용 광섬유 시스템을 제공한다.[20]
- 1975 – "첫 번째 목록 서버가 도입되었다."[19]
- 1976 – 개인용 컴퓨터(PC) 시장이 탄생했다.
- 1977 – Donald Knuth가 TeX 작업을 시작한다.
- 1981 – Hayes Smartmodem 도입.[21]
- 1983 – Microsoft Word 소프트웨어가 출시되었다.
- 1985 – AOL이 출시되었다.
- 1989 – Tim Berners-Lee 와 Robert Cailliau는 CERN 에서 World Wide Web 이 된 프로토타입 시스템을 구축한다.
- 1989 – WordPerfect 5.1 워드 프로세싱 소프트웨어가 출시되었다.[21]
- 1989 – Lotus Notes 소프트웨어가 출시되었다.
- 1991 – Anders Olsson은 초당 320억 비트의 데이터 속도로 광섬유를 통해 고립파를 전송한다.
- 1992 – Internet2 조직이 만들어졌다.
- 1992 – IBM ThinkPad 700C 노트북 컴퓨터 제작. 전작에 비해 가벼워졌다.[21]

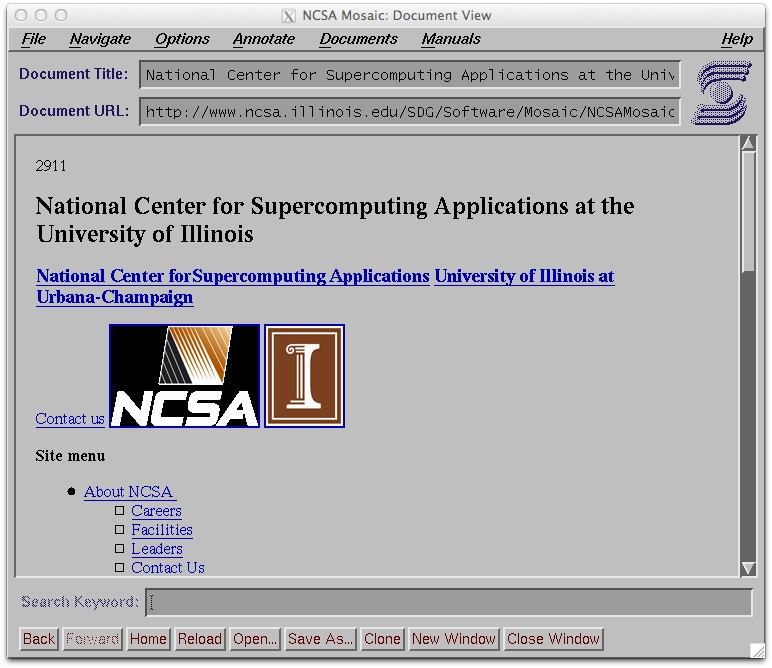
NCSA Mosaic 브라우저의 스크린샷

- NCSA Mosaic 브라우저의 스크린샷 1993 – Mosaic 그래픽 웹 브라우저가 출시되었다.[22]
- 1994 – 인터넷 라디오 방송이 탄생했다.
- 1996 – Ciena Corp.에서 최초의 WDM(Dense Wave Division Multiplexing) 시스템을 설치했다.[23] 이후 WDM은 모든 통신 네트워크의 공통 기반이 되었다.[24]
- 1996 – Motorola StarTAC 휴대폰 출시. 이전 휴대폰보다 훨씬 작았다.[21]
- 1997 – 초기 소셜 네트워킹 서비스 중 첫 번째 인 SixDegrees.com 출시되었다.
- 1999 – Napster P2P 파일 공유 가 시작되었다.[21]
- 2001 – 싸이월드는 소셜 네트워킹 기능을 추가하고 많은 대중 시장 소셜 네트워킹 서비스 중 첫 번째가 된다.
- 2003 – Skype 화상 통화 소프트웨어가 출시되었다.
- 2004 – Facebook이 출시되어 2009년에 가장 큰 소셜 네트워킹 사이트가 되었다.
- 2005 – 동영상 공유 사이트인 YouTube 가 시작되었다.
- 2005 – Reddit 이 출시되었다.
- 2006 – 트위터 가 시작되었다.
- 2007 – iPhone 이 출시되었다.
- 2009 – WhatsApp 이 출시되었다.
- 2010 – Instagram 이 시작되었다.
- 2011 – Snapchat 이 출시되었다.
- 2015 – Discord가 출시되었다.

## 같이 보기
- 동물 의사소통
- 생물기호학
- 역사언어학
- 미술의 역사
- 문자의 역사
- 선사 숫자